# Geoffrey Vanaschen
Geoffrey Vanaschen (25 juli 1992) is een Belgische voetballer die speelt bij KAS Eupen. 
Op 24 september 2011 maakte Geoffrey zijn debuut bij het eerste elftal van KAS Eupen. In de 78ste minuut mocht hij invallen voor Christian Santos.

## Statistieken
| seizoen | club      | land   | competitie    | wed. | goals |
| ------- | --------- | ------ | ------------- | ---- | ----- |
| 2011/12 | KAS Eupen | België | Tweede Klasse | 1    | 0     |
|         |           |        | Totaal        | 1    | 0     |